# Chang Bingyu
Chang Bingyu (chinesisch 常冰玉, Pinyin Cháng Bīng Yù; * 8. August 2002 in Golmud) ist ein chinesischer Snookerspieler. 2019 qualifizierte er sich für die Profitour, der er danach für vier Jahre angehörte. Wegen Beteiligung an Spielmanipulationen einer Gruppe chinesischer Spieler wurde er Ende 2022 für zwei Jahre gesperrt. 2025 kehrte er auf die Tour zurück.

## Karriere

### Amateurjahre
Mit 6 Jahren stand Chang Bingyu erstmals am Billardtisch. Nachdem er mit der Familie nach Xinjiang im Nordwesten Chinas umgezogen war, nahm er erfolgreich an einem Trainingslager teil. Danach kauften ihm die Eltern einen eigenen Profitisch, er bekam Snookertraining und nahm regelmäßig an Turnieren teil. Mit 9 Jahren durfte er in einem Exhibition-Match gegen Mark Selby spielen. Zwei Jahre später gewann er zwei Turniere der nationalen U14-Meisterschaft und beschloss, danach in der Altersklasse U21 anzutreten. Mit 14 Jahren verließ er die reguläre Schule, er ging nach Guangdong und schließlich an die nationale Snookerakademie in Peking.
Sein erstes Profiturnier spielte Chang 2015 bei den Haining Open, einem Kleinturnier der Players Tour Championship für Profis und Amateure. Allerdings schied er schon in der Qualifikation aus. Zwei Jahre später nahm er erstmals an einer Juniorenweltmeisterschaft teil und kam bei der U21-WM im eigenen Land immerhin ins Achtelfinale, wo er Simon Lichtenberg unterlag. In derselben Saison qualifizierte er sich auch für eine Wildcard für die China Open. Er gewann die Wildcard-Runde gegen seinen Landsmann Zhang Yong und spielte in der ersten Hauptrunde des Turniers. Wenig später gewann er in der Qualifikationsrunde der World Open gegen den Top-40-Profi Jimmy Robertson mit 5:4 und kam erneut in die Hauptrunde. Bei der China Championship bezwang er Robertson ein zweites Mal und außerdem noch Robert Milkins und verlor in der Runde der Letzten 32 gegen den auf Platz 1 der Weltrangliste stehenden Mark Selby mit 1:5. Schließlich war Mark Davis bei seinem zweiten Einsatz bei den China Open der dritte Profi, der gegen ihn verlor, diesmal mit 4:6. Bei seiner zweiten U21-WM kam er 2018 bis ins Halbfinale. Bei der Amateurweltmeisterschaft besiegte er im Halbfinale Ex-Profi Thanawat Tirapongpaiboon mit 7:6 und holte sich anschließend gegen seinen Landsmann He Guoqiang mit 8:3 den Weltmeistertitel.

### Profizeit
Anders als in früheren Jahren war der Titel nicht mit der Qualifikation für die Profitour verbunden. Er spielte jedoch sehr erfolgreich in der nationalen CBSA China Tour, er war der beste Amateurspieler der Turnierserie und wurde daher vom chinesischen Snookerverband CBSA für die World Snooker Tour nominiert. Mit 16 Jahren erhielt er damit die Startberechtigung für die Profiturniere der Saisons 2019/20 und 2020/21. Sein erstes Match als Profi gewann er gleich zum Saisonauftakt beim Riga Masters 2019 mit 4:2 gegen Ian Burns. Weitere Erstrundensiege gelangen ihm unter anderem gegen Michael Georgiou und Tom Ford. Sechsmal zog er insgesamt in Runde 2 ein, wo er dann aber jeweils ausschied. Aufgrund der Reisebeschränkungen der COVID-19-Pandemie nahm er an der Weltmeisterschaft 2020 nicht teil, trotzdem stand er zu Beginn des zweiten Jahres immerhin auf Platz 78 der Weltrangliste. Bei der Championship League verpasste er gleich am Anfang in der ersten Gruppenphase nur um einen Frame gegen Mark Davis den Einzug in die Runde der Letzten 32. Auch bei den English Open konnte er eine 3:2-Führung gegen Mark Selby nicht behaupten und verlor noch mit 3:4 in Runde 2. Bei der UK Championship gelang ihm dann aber mit einem umkämpften 6:5-Sieg gegen Mark Allen zum zweiten Mal nach 2018 der Einzug in die dritte Runde eines Profiturniers. Dort verlor er erneut trotz 5:3-Führung mit 5:6 gegen seinen Landsmann Zhou Yuelong. Dreimal schaffte er es danach noch in Runde 2, aber nur bei der abschließenden WM konnte er dort noch einmal gewinnen – mit 6:4 gegen Tom Ford – und in die dritte Runde einziehen. Platz 69 in der Endabrechnung genügte zwar nicht für die direkte Weiterqualifikation als Profi, in der Einjahreswertung der Nicht-Qualifizierten belegte er aber den ersten Platz und damit bekam er erneut eine Tourcard für zwei weitere Jahre.
Die Saison 2021/22 begann mit einem Erfolg bei der Championship League, wo er sich unter anderem mit einem Sieg über Luca Brecel in der ersten Gruppenphase für die Letzten 32 qualifizierte. In der zweiten Runde erreichte er Platz 2, was einer Top-12-Platzierung entspricht. Doch schon bei den nächsten beiden Turnieren verlor er jeweils sein Auftaktspiel. Im Rest der Spielzeit gewann er nur noch drei Erstrundenspiele, weiter kam er nicht. Auch im Jahr darauf erreichte er trotz einer Auftaktniederlage in der Championship League 2022 noch knapp die zweite Gruppenphase, blieb dort allerdings diesmal ohne Punkt. Beim European Masters qualifizierte er sich anschließend für das Hauptturnier, konnte dann aber nicht antreten. Bei den British Open profitierte er umgekehrt von einer Absage und erreichte mit einem Sieg direkt Runde 3. Für zwei Turniere der Home Nations Series schaffte er danach zwar die Qualifikation, geriet dann jedoch mit einigen anderen Spielern in den Verdacht illegaler Spielabsprachen. Der Weltverband WPBSA leitete Untersuchungen ein und sperrte Chang vorläufig bis zum Saisonende. Zwischenzeitlich hatte er sich bis auf Platz 75 verbessert, ohne weitere Punkte machen zu können fiel er aber in der Rangliste wieder auf 88. Da er auch an der Q School nicht teilnehmen durfte, verlor er seinen Profistatus.

### Sperre und Wiederqualifikation für die Tour
Im Juni 2023 wurde er aufgrund der Teilnahme an illegalen Ergebnisabsprachen („Match-Fixing“) von der WPBSA zu einer Sperre bis zum 7. Dezember 2024 verurteilt. Insgesamt 10 chinesische Spieler waren an Spielmanipulationen in den Jahren davor beteiligt gewesen. Chang soll nur in einem Fall ein Spiel verschoben und sich nicht selbst bereichtert haben. Weil er kooperiert und sich schuldig bekannt hatte, erhielt er eine geringere Strafe als zunächst vorgesehen.
Nach Ablauf der Sperre nahm er im März 2025 an der Asien-Pazifik-Meisterschaft teil. Er kam souverän durch das Turnier und gewann das Endspiel gegen den australischen Ex-Profi Ryan Thomerson mit 6:1. Der Sieg brachte ihm die erneute Qualifikation für die World Snooker Tour für mindestens zwei Jahre. Er war nach Zhao Xintong der zweite der beteiligten Spieler, der nach seiner Sperre wieder als Profi zurückkehrte.

## Erfolge
Profiturniere
- Runde der Letzten 32: China Championship (2018), UK Championship (2020), British Open (2022), Championship League (2021 (2), 2022)

Amateurturniere
- Weltmeister (2018)
- Asien-Pazifik-Meister (2025)